# Зарудні
Зарудні — український козацький шляхетський старшинський і дворянський рід Запорозького війська та Російської імперії. Після скасування полкового устрою України злилися з загальноімперською аристократією.
Нащадки полкового осавула Миргородського козацького полку Григорія Федоровича Зарудного внесені до II частина родовідної книги  Полтавської і  Харківської губерній.

## Історія роду, нащадки Самійла Богдановича-Зарудного
Одним з перших згадуваним представником родини є Самійло Богданович-Зарудний, сподвижник гетьмана Богдана Хмельницького, генеральний суддя Війська Запорозького з 1654, який до визвольної боротьби українського народу був реєстровим козаком. Самійло Богданович-Зарудний був видатним дипломатом Гетьманщини і неодноразово очолював посольства.
Згідно з «Малоросійським родовідом» Модзалевського його нащадками вважали себе деякі представники козацької старшини.

### Представники роду
- Самійло Богданович-Зарудний, сподвижник гетьмана Богдана Хмельницького, генеральний суддя Війська Запорозького з 1654.
- Іван Зарудний — уманський сотник (1653).
- Василь Зарудний — асистент Київської академії (1725).
- Яків Зарудний — учень граматики Київської академії (1727). Військовий товариш. Мав володіння хутір Погеби, Яреськовської сотні. Підсудок Остапівського земського суду (1772).
  - Марія Яковлена (?- не пізніше 1783) — мешкала у Вороніжі (1783). Одружена з Андрієм Олександровичем, полковим хорунжим.
- Василь Зарудний (?- не пізніше 1760) — полковий осавул Миргородського полку (1760). Мав володіння у Миргороді, у селі Єрках, та Тухахє, Яреськовської сотні.
  - Григорій Васильович Зарудний — військовий товариш. Суддя глинського повітового суду (1791—1794).
- Олександра Василівна Зарудна — з 1786 року одружена з поручником Олександром Антоновичем Федоровичем.
- Василина Зарудна — з 1786 року одружена з титулярним радником Олексієм Іллічем Сємко-Савойським.
- Микола Зарудний — депутат шляхетства Миргородського повіту. Полковий хорунжий (1786—1787).
- Григорій Зарудний — голова Глинського повітового суду (1786).
- Андрій Зарудний — депутат Ізюмської округи (1786).
- Василь Зарудний — титулярний радник. Поміщик у Ізюмському повіті.
  - Юлія Василівна — донька Василя Зарудного. Одружена з дійсним статським радником, Тамбовським губернатором Карлом Карловичем Данзасом.
- Григорій Андрійович Зарудний — поручник артилерії. Поміщик хутора Григоріївка, Ізюмського повіту.
- Петро Андрійович Зарудний (пр. 1834)– підпоручник. Поміщик селища Букіно, Ізюмського повіту.
- Микола Осипович Зарудний (пр. 1818) — прапорщик. Підсудок Зіньківського повітового суду.
- Яків Федорович Зарудний (пр. 1832) — штабс-капітан. Миргородський повітовий земський справник (1832).
- Пульхерія Василівна Зарудна — одружена з колезьким секретарем Андрієм Павловичем Глушановським.
- Михайло Тимофійович Зарудний (р.с. 8 серпня 1882) — майор за Адміралтейством. Доглядач казенних споруд Кронштадтського порту.
- Євдокія Семенівна Зарудна (? — не пізніше 1787) — одружена з надвірним радником Григорієм Андрійовичем Горленком.
- Іван Зарудний (пр. 1804) — колезький асесор. Поміщик хутора Репнянського і частини слободи Вільховатої, Слобідсько-Української губернії.
- Іван Зарудний (? — пр. 1732) — сотник Мохначської сотні Ізюмського слобідського козацького полку. Філарет (Гумілевський) наводить лист датований 1732 роком, від полковника Ізюмського полка Михайла Костянтиновича Донець-Захаржевського щодо призначення нового Мохначського сотника Андрія Сиховського замість померлого.

## Історія роду, нащадки Григорія Федоровича
Згідно з «Малоросійським родовідом» Модзалевського першим з роду Зарудних був Федір, який жив у XVII столітті. Його син Григорій Федорович Зарудний був полковим осавулом Миргородського козацького полку у 1688—1690 роках, та полковим суддею у тому ж полку у 1690—1780 роках.
Діти Григорія Федоровича Іван, Петро, Мойсей продовжують козацьку справу батька. Саме Іван Григорович першим з роду переходить з Гетьманщини до Слобожанщини, ставши сотником у Ізюмському слобідському козацькому полку. Про доньку Григорія Федоровича, Пелагію, відомостей немає.
Діти Івана Григоровича Зарудного, Василь Іван та Єлисей продовжують козацьку справу у Ізюмському слобідському козацькому полку.

### Представники роду
- Федір (1) — жив у XVII столітті
  - Григорій Федорович Зарудний (?-1687-1708-?) (2) — полковий осавул Миргородського козацького полку у 1688 –1690 роках, та полковий суддя у тому ж полку у 1690–1708 роках. Брав участь у Кримських походах 1687 та 1689 років. У 1699 році був послом до султана Османської імперії. Отримав від гетьмана Мазепи грамоту на село Слобідку, Миргородського полку. Отримав від гетьмана село Тухи, Яреськовської сотні, Миргородського полку.
    - Іван Григорович Зарудний (?- до 1748) (3) — син Григорія Федоровича. Сотник Ізюмському слобідському козацькому полку. Одружений з Євдокією Костянтинівною Донець-Захаржевською, представницею слобідської полковничої династії Донців-Захаржевських, яка була донькою Костянтина Григоровича Донця-Захаржевського, полковника Ізюмського слобідського козацького полку (полковництво 1688—1692). У віно за дружину отримав село Хатнє, Ізюмського полку. Родина мала дітей: Василя, Івана, Єлисея.
      - Василь Іванович Зарудний (?-1748 — ?) (4) — син Івана Григоровича. У 1748 році отримав частину мамчиного спадку.
      - Іван Іванович Зарудний (?-1748 — 1812-?) (4) — син Івана Григоровича. Секунд-майор, з 1790-х вийшов у відставку колезький асесор. У 1748 році отримав частину мамчиного спадку (село Хатнє). Маршалок шляхти Харківського намісництва (1789—1792). Чугуївський повітовий маршалок шляхти (1780—1789) Член каразинського Філотехнічного товариства. З ним пов'язане будівництво храму Зіслання Святого Духу у с. Хатньому (1792), та Покровського храму у селі Гнилиці (1812) .
        - Григорій Іванович Зарудний (5) — одружений з М. Ф. Квіткою, представницею слобідського шляхетського роду Квіток, сестрою письменника Г. Ф. Квітки-Основ'яненка.
          - Олександра Григорівна Зарудна (пр. 1822) (6). Одружена першим шлюбом з В. І. Хитрово. Другий шлюб з Валер'яном Федоровичем Ширковим. Маєток Хатнє.

      - Єлисей Іванович Зарудний (? — 1732— не раніше 1748) (4) — син Івана Григоровича. До 1732 року Ізюмський полковий сотник. З 21 жовтня 1732 року призначений Дворечанським сотником Ізюмського слобідського козацького полку, замість померлого сотника Петра Рудницького. Мав хутір біля міста Печеніги, та слободу Хатнє. Одружений з донькою Лохвицького сотника Івана Гамалії, представника козацької старшинської родини Гамалія.
        - Іван Єлисейович Зарудний (?-1748-?) (5) — син Єлисея Івановича. У 1748 році отримав частину бабчиного спадку.
        - Василь Єлисейович Зарудний (?-1748-?) (5) — син Єлисея Івановича. У 1748 році отримав частину бабчиного спадку.
        - Андрій Єлисейович Зарудний, також Заруднєв (пр. 1743–1768-?) (5) — син Єлисея Івановича. З 8 червня 1746 року на російській службі в підпорядкуванні керівника української дивізії генерал-аншефа Петра Івановича Оліця. Сержант (1764), перекладач рангу прапорщика (3 вересня 1764), підпоручник у відставці (19 лютого 1768). В другій половині XVIII ст. заснував Андріївку та Букине. Депутат від Ізюмського повіту (1786) шляхетського зібрання з питань складання шляхетських родоводів.
          - Андрій Андрійович Зарудний (пр. 1786-1842-?) (6) — син Андрія Єлисейовича. З 19 липня 1803 року юнкер 2-го класу Інженерного корпусу. З 16 жовтня 1805 року кондуктор 1 класу. З 25 листопада 1807 року підпрапорщик у Ладожському піхотному полку. З 16 грудня 1808 року прапорщик, а з 28 травня 1810 року підпоручник у відставці. Одружений з Софією Миколаївною.
            - Микола Андрійович Зарудний (29 липня 1817–1842 — ?) (7) — син Андрія Андрійовича. Народився у Михайлівці, Валківського повіту, Харківської губернії. Закінчив курс Харківського університету. Губернський секретар (1837). 13 квітня 1841 року помічник столоначальника. 15 листопада 1841 року в.о. керівника справ Петровського Полтавського кадетського корпусу. 31 січня 1842 року колезький секретар.
            - Олександр Андрійович Зарудний (26 жовтня 1824 — ?) (7) — син Андрія Андрійовича. Народився у Михайлівці, Валківського повіту, Харківської губернії.
            - Олексій Андрійович Зарудний (21травня 1826 — 5 січня 1885) (7) — син Андрія Андрійовича. Народився у слободі Шиповатій, Валківського повіту, Харківської губернії. Проходив службу у киросирському великої княгині Марії Миколаївни полку (1846). Губернський секретар (1856—1859), пізніше колезький секретар. Поміщик у селі Гряків, Валківського повіту. Похований на ні кольському цвинтарі Олександро-Невської лаври, в Санкт-Петербурзі. Одружений з Авдотьєю Миколаївною.
              - Олексій Олексійович Зарудний (5 лютого 1856 — ?) (8) — син Олексія Андрійовича. Народився у Харкові.
              - Микола Олексійович Зарудний (27 вересня 1859 — ?) (8) — син Олексія Андрійовича. Народився в селі Михайлівці, Валківського повіту.

            - Віра Андріївна (9 травня 1829 — ?) (7) — донька Андрія Андрійовича. Народилася у селі Кантакузовці, Валківського повіту, Харківської губернії. Їй належали землі у селі Гряково-Софієвка.

          - Іван Андрійович Зарудний (пр. 1790–1810 — ?) (6) — син Андрія Єлисейовича. 20 грудня 1807 року з 2 Кадетського корпусу підпоручником до 2-ї артилерійської бригади. З 9 листопада 1810 року поручник у відставці. З 1815 року одружений з Варварою Михайлівною Куликовською (1800 р.н.), представницею слобідської шляхетської родини Куликовських, донькою полковника Михайла Матвійовича Куликовського.
            - Михайло Іванович Зарудний (26 жовтня 1817–1880 — ?) (7) — син Івана Андрійовича. Народився в селі Андрійовка, Ізюмського повіту, Харківської губернії. З 11 січня 1834 на службі на правах однорічника у чині унтер-офіцера у Білгородському уланському полку. З 12 вересня 1835 року — юнкер, з 1 травня 1836 року — корнет Псковського кірасирського полку. 3 квітня 1837 року звільнено зі служби. З 21 травня 1850 року суддя Павлоградського повітового суду. У 1850–1856 роках Павлоградський повітовий маршалок шляхти. 8 травня 1857 року звільнено з посади судді, 16 серпня 1857 року керівник Катеринославської палати карного суду. 19 квітня 1863 року надвірний радник. З 16 листопада 1867 року член Харківського окружного суду. З 13 квітня 1880 року дійсний статський радник. 24 жовтня 1880 року, з посади звільнено. Одружений з Вірою Миколаївною Наковальненою.
              - Микола Михайлович Зарудний (25 лютого 1859–1903 -?) (8) — син Михайла Івановича. Народився у Катеринославі. 1 вересня 1879 року після Харківського реального училища на службі у Миколаївському інженерному училищі. З 1 березня 1880 року унтер-офіцер, з 7 серпня 1882 року — підпоручник 6-го саперного батальйону. З 27 липня 1885 року — поручник. З 15 березня 1888 року вийшов у запас з польових інженерних військ. Мав землі біля села Варварівки, Павлоградського повіту разом з сестрами Варварою, Ольгою та Марією.
              - Варвара Михайлівна Іпполитова-Іванова (5 грудня 1857 — ?) (8) — донька Михайла Івановича. Одружена з композитором Михайлом Михайловичем Іпполитовим-Івановим.
              - Ольга Михайлівна Ковалінська (29 липня 1860 — ?) (8) — донька Михайла Івановича. Одружена з Ковалінським.
              - Марія Михайлівна (5 березня 1862–1903 — ?) (8) — донька Михайла Івановича. На 1903 рік, не одружена.

            - Микола Іванович Зарудний (1819 — 7 березня 1853) (7) — син Івана Андрійовича. З 9 березня 1837 року на службі у чині унтер-офіцера. З 25 березня 1837 року — юнкер, 21 червня 1838 року — естандарт-юнкер, з 28 липня 1839 року — корнет кірасирського великого князя Михайла Павловича полку. З 18 червня 1840 року — поручник. 12 жовтня 1842 року відряджено до лейб-гвардії кірасирського його величі полку (1843 остаточно переведений). 17 лютого 1844 року відряджено до окремого Кавказького корпусу. 10 травня 1844 року відряджено до Апшеронського піхотного полку, отримав чин штабс-ротмістра. 12 листопада 1844 року повертається до свого полку. 6 грудня 1845 року отримує чин ротмістра. 17 лютого 1847 року звільнено зі служби. 15 липня 1848 року підполковник уланського великої княгині Катерини Михайлівни полку. 31 травня 1852 року — полковник у відставці. У 1844 році брав участь у боях проти кавказьких горців. Поховано у Допському монастирі (місто Москва). Одружений з Катериною Дмитрівною Леоновою, донькою гвардії полковника.
              - Олександр Миколайович Зарудний (28 грудня 1852-1881-?) (8) — син Миколи Івановича. Народився у місті Таганрог. Губернський секретар (1881).
              - Варвара Миколаївна (1 листопада 1850-?) (8) — донька Миколи Івановича.

            - Сергій Іванович Зарудний (17 березня 1821 –18 грудня 1887) (7) — син Івана Андрійовича. Закінчив Харківський університет (1842). Помічник статс-секретаря державної ради (1858). Таємний радник, сенатор. Помер шляхом до Ніцци 18 грудня 1887 року, поховано його було у місті Ніцца. Одружений з Зоєю Олександрівною Мясновою, донькою титулярного радника.
              - Олександр Сергійович Зарудний (? — 1908 — ?) (8) — син Сергія Івановича. Статський радник.
              - Сергій Сергійович Зарудний (1866 — 25 грудня 1898) (8) — син Сергія Івановича. Помер у місті Ялта, поховано в тому ж місті, на Аутському цвинтарі. Одружений.
              - Іван Сергійович Зарудний (8) — син Сергія Івановича. Флотський лейтенант. Одружений з Оленою Павлівною Брюлловою.
              - Марія Сергіївна Гревс (? — 1885 -?) (8) — донька Сергія Івановича. Одружена з Іваном Михайловичем Гревсом, статським радником і професором Імператорського Петербурзького університету .
              - Катерина Сергіївна Кавос (? — 1888 — ?) (8) — донька Сергія Івановича. Відома на той час художниця. З 1888 року одружена з Євгеном Цезарійовичем Кавосом, надвірним радником.
              - Анастасія Сергіївна (8) — донька Сергія Івановича.
              - Зоя Сергіївна (8) — донька Сергія Івановича.
              - Варвара Сергіївна Лисовська (8) — донька Сергія Івановича. Одружена з Лисовським.

            - Віктор Іванович Зарудний (6 березня 1828 — ?) (7) — син Івана Андрійовича. Народився у селі Андріївці, Ізюмського повіту.
            - Митрофан Іванович Зарудний (17 березня 1834-1883) (7) — син Івана Андрійовича. Народився у селі Заводи, Ізюмського повіту. Закінчив імператорське училище правознавства. З 5 червня 1855 року на службі у канцелярії 1-го відділення 5-го департаменту правлячого Сенату у чині титулярного радника. Першим шлюбом одружений з Софією Альбертівною Кавос (померла 10 березня 1865 року), донькою Альберта Катариновича Кавоса. Другим шлюбом одружений з Олександрою Валер'янівною Янушкевич, дворянкою Віленської губернії.
              - Сергій Митрофанович Зарудний (21 лютого 18??-1908 — ?) (8) — син Митрофана Івановича від першого шлюбу (з Софією Кавос). Дійсний статський радник.
              - Павло Митрофанович Зарудний (8) — син Митрофана Івановича від другого шлюбу (з Олександрою Янушкевич).
              - Стефанія Митрофанівна (17 травня 1875 — ?) (8) — донька Митрофана Івановича від другого шлюбу (з Олександрою Янушкевич). Народилася у Петербурзі.
              - Тетяна Митрофанівна (24 вересня 1878 — ?) (8) — донька Митрофана Івановича від другого шлюбу (з Олександрою Янушкевич). Народилася у Петербурзі.
              - Ольга Митрофанівна (26 червня 1880 — ?) (8) — донька Митрофана Івановича від другого шлюбу (з Олександрою Янушкевич).

            - Пелагія Іванівна (1819 — ?) (7) — донька Івана Андрійовича. Одружена з Іловайським.
            - Олександра Іванівна (1823 — ?) (7) — донька Івана Андрійовича. Одружена з майором Олександром Павловичем Свєчніним.
            - Марія Іванівна (4 липня 1829 — ?) (7) — донька Івана Андрійовича. Одружена з дійсним таємним радником Георгієм Павловичем Старицьким.
            - Євдокія Іванівна (2 червня 1832 — ?) (7) — донька Івана Андрійовича. Народилася у селі Андріївка, Ізюмського повіту, Харківської губернії. Одружена з дійсним статським радником, камергером князем Федором Григоровичем Голіциним (стала його другою дружиною).

    - Петро Григорович Зарудний (?) (3) — син Григорія Федоровича. Знатний військовий товариш Лубенського полку. Мешкав у місті Глинську, Лубенського полку. Одружений з Жуковською, у віно за яку отримав село Москалівку.
      - Федір Петрович Зарудний (?- до 1760) (4) — єдиний син Петра Григоровича. Значковий товариш Лубенського полка (1738). З 13 квітня 1738 року полковий хорунжий Лубенського полку. З 22 листопада 1738 року полковий осавул того ж полку. Мав володіння у селі Злодіївці, Устивицької сотні.
        - Осип Федорович (5) — син Федора Петровича. Військовий товариш. Мешкав у селі Злодіївці, Устивицької сотні.
        - Іван Федорович (5) — син Федора Петровича. Військовий товариш (11 листопада 1760). Мешкав у селі Туха, Устивицької сотні.
        - Василь Федорович (? — 1760–1784 — ?) (5) — син Федора Петровича. Військовий товариш (11 листопада 1760, 1784). Дворянський завідувач Глинського повітового суду (1784). Одружений з Марфою Савич представницею родини Савичів, правнучкою генерального судді Сави Прокоповича. У віно за дружину отримав частини сел. Кудрівка та Довгалівка.
          - Антон Васильович (7 січня 1797–1850 — ?) (6) — син Василя Федоровича. Народився у місті Глинському, Роменського повіту. 1803 на службі в Конотопському нижньому земському суді. 1804, губернський реєстратор. 1810, колезький реєстратор. Звільнений 1 червня 1812 року. Сотенний товариш у земському ополченні Роменського повіту (1812–1815). 1832-35 депутат Полтавського дворянського депутатського збору. Межовий суддя Полтавської губернії (1850). Одружений з Олександрою.
            - Антон Антонович (25 грудня 1827 — ?) (7) — син Антона Васильовича. Народився в місті Глинському, Роменського повіту.

        - Григорій Федорович (?-1766-1784-?) (5) — син Федора Петровича. Значковий товариш Полтавського полка (1766). Військовий товариш (10 лютого 1766, 1784). Земський справник Глинського повіту (1784).
          - Роман Григорович (пр. 1781–1819 — ?) (6) — син Григорія Федоровича. 16 березня 1800 року унтер-офіцер Маріупольського полка. 12 травня 1802 року юнкер. 6 липня 1803 корнет. 3 травня 1806 року поручник. 30 січня 1813 року штабс-ротмістр. Брав участь у закордонних походах. З 23 травня 1816 року ротмістр у відставці. Одружений з Катериною Петрівною Пирятинською, донькою майора. Мав нагороди: Анна 4-ї ст. (бій під Смоленськом), Георгія 4-ї ст. (Ларотьєр), Володимир 4-ї ст. з бантом (Фершанпенуаз).
            - Микола Романович (16 квітня 1817 — ?) (7) — син Романа Григоровича. Народився в місті Глинську, Роменського повіту. З 20 листопада 1837 року унтер-офіцер Каргопольського драгунського полку. 31 січня 1839 року — юнкер, 27 липня 1840 року — прапорщик, 14 липня 1841 року — поручник, 18 листопада 1841 року звільнився. Одружений з Софією Миколаївною Кондратовою, донькою колезького радника.
              - Микола Миколайович Зарудний (1 вересня 1845 -?) (8) — син Миколи Романовича. Народився в Андріївці, Гадяцького повіту.
              - Михайло Миколайович Зарудний (13 листопада 1846 -?) (8) — син Миколи Романовича. Народився в Андріївці, Гадяцького повіту.
              - Василь Миколайович Зарудний (1 січня 1854 -?) (8) — син Миколи Романовича. Народився в Андріївці, Гадяцького повіту.
              - Сергій Миколайович Зарудний (11 квітня 1855 -?) (8) — син Миколи Романовича. Народився в селі Безсалах, Лохвицького повіту.
              - Костянтин Миколайович Зарудний (8) — син Миколи Романовича.
                - Микола Костянтинович Зарудний (9) — син Костянтина Миколайовича.
                - Василь Костянтинович Зарудний (9) — син Костянтина Миколайовича.
                - Борис Костянтинович Зарудний (9) — син Костянтина Миколайовича.
                - Юлія Костянтинівна (9) — донька Костянтина Миколайовича.
                - Марія Костянтинівна (9) — донька Костянтина Миколайовича.
                - Олена Костянтинівна (9) — донька Костянтина Миколайовича.

              - Володимир Миколайович Зарудний (8) — син Миколи Романовича.
              - Софія Миколаївна (1851 -?) (8) — донька Миколи Романовича.
              - Любов Миколаївна (1854 -?) (8) — донька Миколи Романовича.
              - Катерина Миколаївна (1855 -?) (8) — донька Миколи Романовича.

    - Мойсей Григорович Зарудний (?-1708-1725-?) (3) — син Григорія Федоровича. Полковий сотник Миргородського козацького полку у 1708 та 1723–1725 роках. Брав участь у Сулацькому поході 1725 року. Його нащадки в подальшому мешкали на території Миргородського полку. Одружений з Софією Степанівною Томарою, представницею старшинського роду Томари, донькою полковника Переяславського полку Степана Томари_полковництво у 1706–1715).
    - Пелагія Григорівна Голдевська (? — до 1708) (3) — донька Григорія Федоровича. Одружена з Матвієм Годлевським, родичем гетьмана Данила Апостола.

## Маєтки
- Село Яреськи — За універсалом гетьмана Івана Мазепи від 29 серпня 1699 р. належало до полкового судді Григорія Зарудного.
- Село Слобідка — отримано від гетьмана Івана Мазепи полковим суддею Григорієм Зарудним.
- Село Тухи — отримано від гетьмана полковим суддею Григорієм Зарудним.
- Слобода Хатнє — Куплено Костянтином Григоровичем Донцем-Захаржевським в 1689 році. Було віддано як придане зятю Івану Григоровичу Зарудному, який одружився з його донькою Євдокією Костянтинівною.

## Опис герба
Нащадки полкового осавула Григорія Федоровича Зарудного внесені до II частина родовідної книги  Полтавської і  Харківської губерній і мали герб: у блакитному полі серце, уражене зламаним списом і супроводжуване: праворуч — кавалерський хрест, ліворуч — лев; у нижній частині — в червоному полі човен з гарматою.
Нашоломник: шапка з пером, пронизаний стрілою.